# Jason X
Jason X ist ein US-amerikanischer Horrorfilm aus dem Jahr 2001 von Jim Isaac. Der Film ist der 10. Teil der Serie Freitag der 13. Die altbekannte Story um Jason wurde mit Science-Fiction-Elementen aufgepeppt und der größte Teil der Handlung spielt an Bord eines Raumschiffes im All.

## Handlung
In naher Zukunft wird Jason Voorhees als „biologische Waffe“ betrachtet und soll in ein neues Forschungslabor verlegt werden. Er kann sich dabei befreien und begeht ein neues Blutbad an allen Personen, die sich im Stützpunkt befinden.
Die Wissenschaftlerin Rowan, die Jason untersuchen soll, kann ihn in eine Kryo-Kammer locken, wo sie ihn einfrieren will. Doch im allerletzten Moment rammt Jason seine Machete durch die Tür der Kammer und trifft Rowan im Bauch, die dadurch schwer verletzt wird und durch den ausströmenden flüssigen Stickstoff ebenso eingefroren wird. Da die Versuchsanlage streng geheim war, und Jason alle dort anwesenden Personen getötet hat, gerät sie in Vergessenheit.
455 Jahre später ist die Erde inzwischen unbewohnbar geworden und die Menschheit auf andere Planeten ausgewichen, darunter einen, der der Erde fast haargenau gleicht und „Erde II“ genannt wird. Von dort macht sich ein Team von Archäologie-Studenten auf, ihre alte Heimat zu erforschen. Zufällig stoßen sie dabei auf das Labor und finden auch Jason und Rowan. In diesem Moment begeht auch Jason seine erste Bluttat: Einer der Studenten fasst den Eingefrorenen an, dadurch fällt sein erhobener Arm, und die Machete trennt dem Jungen den Arm ab. Dies ist aber kein großes Problem, da in dieser Zeit die Wunde einfach mit einem Polymer-Gemisch abgedeckt wird und der Junge ein starkes Schmerzmittel bekommt. Nachdem sie Jason und Rowan an Bord ihres Raumschiffes gebracht haben, wird der Arm des Jungen durch Nano-Maschinchen wieder am Körper angeheilt, nur eine winzige Narbe in Form einer Linie um den Arm bleibt zurück.
Der Projektleiter, ein Professor für Archäologie, untersucht Rowan und kommt zu dem Schluss, dass es möglich ist, sie wiederzuerwecken. Die erwähnten Nano-Maschinen heilen die Wunde und reanimieren Rowan anschließend. Nachdem sie sich mit der für sie neuen Situation abgefunden hat, erfährt sie, dass auch Jason an Bord sei. Auf ihre Bedenken, Jason sei unsterblich, wird nicht gehört, schließlich sei er tot, halb verwest und nicht reanimierbar.
Eine der Studentinnen untersucht Jason und nimmt dabei Gewebeproben. Dass Jason erwacht ist, merkt sie erst, als er sich plötzlich nicht mehr auf der Bahre hinter ihr befindet. Jason tötet die junge Frau, nimmt sich ein chirurgisches Instrument, das seiner Machete ähnelt, und geht erneut auf die Suche nach Opfern.
Sowohl Studenten als auch ein erfahrener Trupp Soldaten können Jason nicht aufhalten und werden auf sehr unterschiedliche Art und Weise getötet. Derweil nehmen die anderen Überlebenden Kontakt zu einer Raumstation auf, auf der es unter anderem viele Elitesoldaten gibt, die Jason zu Strecke bringen sollen. Als Jason das merkt, setzt er die Steuerung außer Kraft, und das Schiff fliegt einfach durch die Station und zerstört diese dabei vollständig. Aus Verzweiflung baut einer der Studenten seine Androidin „Kay-Em 14“ um und modifiziert sie.
Nachdem der Umbau von Kay-Em 14 abgeschlossen ist, ist sie nun eine bis an die Zähne bewaffnete Kampfmaschine, die sowohl körperlich als auch softwaretechnisch voll auf die Vernichtung Jasons eingestellt ist. So hat Jason auch keine Chance gegen sie und wird regelrecht in Fetzen geschossen. Nur achtet niemand darauf, dass Jason nach dem letzten Schuss, der ihn den Kopf kostet, ausgerechnet in die Maschine fällt, die die Nanomaschinen enthält, die Rowan und den Jungen geheilt haben und die deswegen noch aktiviert ist.
Da sie Jason für besiegt halten, nehmen sie Kurs auf ihre Heimat. Währenddessen versuchen die Nanomaschinchen, Jason wiederherzustellen, da dies aber nicht möglich ist, weil Jason keiner bekannten Konfiguration entspricht und ihm massig Gewebe fehlt, stellt der Computer die Nanomaschinen auf „Optimale Wiederherstellung“ und alles was von Jason noch übrig ist, wird nicht nur neu geschaffen, sondern auch noch extrem verbessert.
Komplett in Eisenpanzerung gehüllt, mit einer verlängerten, besseren Machete und erstmals mit zwei Augen (in allen anderen Filmen hat er nur eines) ausgestattet, wacht Jason wieder auf, um sofort auf die Jagd zu gehen. Selbst Kay-Em 14 hat nun keine Chance mehr gegen ihn und wird im Kampf geköpft. Während die letzten beiden verbleibenden Studenten versuchen, die eingeklemmte Tür zu öffnen, die den Übergang zum zur Rettung erschienenen Raumschiff versperrt, kommt Jason immer näher. Um ihn abzulenken, schafft einer der Studenten im Holo-Deck ein Szenario, in das der klassische Crystal Lake eingebunden wird. Jason geht erwartungsgemäß auf die Hologramme los, so dass die beiden Studenten fliehen können. Allerdings muss die Tür geschlossen werden, da das Raumschiff in die Luft fliegt und das andere Raumschiff auch explodieren würde. So muss der letzte verbleibende Soldat im Raumschiff bleiben. Er lockt Jason daraufhin in eine Luftschleuse und wird mit ihm ins All bzw. die Atmosphäre von „Erde II“ geschleudert, wo beide verbrennen. Die Überreste von Jason fallen in einen See (eine Anspielung auf Crystal Lake), wo zwei Jugendliche am Lagerfeuer sitzen und ihn für eine Sternschnuppe halten. Die beiden machen sich auf die Suche nach der vermeintlichen Sternschnuppe...

## Synchronisation
Die deutsche Synchronfassung entstand bei der Interopa Film, Berlin. Dr. Michael Nowka schrieb das Dialogbuch und führte Regie.
| Rolle               | Darsteller          | Synchronsprecher  |
| ------------------- | ------------------- | ----------------- |
| Rowan               | Lexa Doig           | Victoria Sturm    |
| Tsunaron            | Chuck Campbell      | Timmo Niesner     |
| Kay-Em 14           | Lisa Ryder          | Heike Schroetter  |
| Braithwaite Lowe    | Jonathan Potts      | Uwe Büschken      |
| Sgt. Brodski        | Peter Mensah        | Torsten Michaelis |
| Janessa             | Melyssa Ade         | Carola Ewert      |
| Kinsa               | Melody Johnson      | Melanie Hinze     |
| Trevor Crutchfield  | Phillip Williams    | Jörg Hengstler    |
| Waylander           | Derwin Jordan       | Tobias Kluckert   |
| Azreal              | Dov Tiefenbach      | Julien Haggège    |
| Dr. Aloysius Wimmer | David Cronenberg    | Stefan Staudinger |
| Lou Goddard         | Boyd Banks          | Lutz Schnell      |
| Adrienne Hart       | Kristi Angus        | Ranja Bonalana    |
| Stoney              | Yani Gellman        | Kim Hasper        |
| Dieter Perez        | Robert A. Silverman | Jan Spitzer       |

## Kritiken
Auf Rotten Tomatoes erhielt der Film lediglich eine Wertung von 19 %, in der Internet Movie Database erzielte er 4,4 von 10 möglichen Punkten. Nur Jason Goes to Hell schnitt hier noch schlechter ab.
Das Lexikon des internationalen Films nannte den Film einen „späte[n] Ableger der langlebigen Horrorfilm-Serie“. Er verlagere „die spekulative Blutrünstigkeit ins Science-Fiction-Umfeld“.

## Sonstiges
- „Jason X“ ist der erste Film der Serie, der digitale Spezialeffekte für die Mordszenen nutzt.
- In der Fernsehserie Andromeda (2000) spielt Lexa Doig einen Androiden und Lisa Ryder einen Menschen. In Jason X haben sie vertauschte Rollen.
- Das Budget des Filmes betrug ca. 11 Millionen US-Dollar, er spielte in den USA 13,1 Millionen US-Dollar ein.[6] Das ist das schlechteste Einspielergebnis der gesamten Serie. Das weltweite Einspielergebnis, inklusive Verleih und Video/DVD, beträgt ca. 42 Millionen US-Dollar.
- Der Film wurde in Deutschland erstmals im Rahmen des Fantasy Filmfestes am 24. Juli 2001 gezeigt.
- In Deutschland wurde der Film etwa zwei Jahre nach Erscheinen auf Video indiziert. Ende November 2020 wurde die Indizierung aufgehoben.[7] Nach einer Neuprüfung durch die FSK im Januar 2021 wurde die ungekürzte Fassung ab 18 Jahren freigegeben.[8]
- Der Regisseur David Cronenberg hat einen Auftritt als Dr. Wimmer und fungierte als Mentor für Jim Isaac.
- Jason tötet (in einer Computer Simulation) erneut Opfer im Schlafsack, so ähnlich gesehen schon mal in Freitag der 13.  - Jason im Blutrausch.
- Jason X erschien erstmals am 20. Mai 2025 auf 4K UHD Disc in bestmöglicher Bildqualität. Die Restaurierung übernahm Arrow Video.